# Саксонський Лазар Якович
Лазар Якович Саксонський (24 жовтня 1897, Одеса — 15 вересня 1989, Одеса) — український піаніст і композитор.

## Біографія
Народився в Одесі 24 жовтня 1897 року. 1917 року закінчив Одеську консерваторію; музичний редактор і піаніст Одеського радіо (1920—1941), концертмейстер філармонії і опери в Алма-Аті (1941—1945), з 1945 — Одеської філармонії і радіо.
Твори: варіації для симфонічного оркестру, етюди й мініатюри для фортепіано, рапсодія на українські теми для скрипки з фортепіано, пісні.
Похований на Другому Християнському цвинтарі Одеси.